# Allagoptera arenaria
Allagoptera arenaria es una especie de palma de origen americano, específicamente de la costa atlántica de Brasil.

## Descripción
Crece en línea de la costa, justo encima de la línea de marea alta, y se cultiva como planta ornamental en toda América del Sur. Es una palmera de tamaño pequeño, llegando a cerca los 1,8 m de altura. Los tallos de las inflorescencias tienen flores masculinas y femeninas, por lo que una planta puede producir semillas por sí mismo. Las flores femeninas y los frutos que siguen se encuentran en espirales distintas. Las hojas emergen directamente de la planta desde un tronco subterráneo que rara vez es visible, y crecen según un patrón de remolino, tendido en diferentes planos y aparentemente al azar. Tiene 6-15 hojas de color verde brillante a verde plateado pinnaticompuestas, las hojas de 0,61 a 1,8 m de largo, con cada foliolo de 0,61 m de largo. Sus frutos son de color verde y con forma de pequeños cocos, de cerca de 25 mm de largo y 13 mm de diámetro.

## Usos
La orilla del mar de palma se cultiva ampliamente en América del Sur por los frutos comestibles que se consumen frescos o se hacen en una bebida o mermelada. Las hojas se usan para hacer cestas y otros objetos tejidos. 

## Cultivo
Allagoptera arenaria es una de las mejores palmas de la playa y zonas costeras encontradas en ambientes tropicales y subtropicales. Requiere moderada luz solar y se utiliza como una pantalla de playa, siendo muy tolerante de la zona extrema costera y la exposición en la playa, así como de la niebla salina. En su ambiente natural, a orillas del mar es altamente tolerante a los suelos pobres con buen drenaje, prosperan en suelos que son completamente húmedos. Considerado como de crecimiento lento cuando es joven, se propaga por semillas y responde bien a los fertilizantes y al agua.

## Taxonomía
Allagoptera arenaria fue descrito por (Gomes) Kuntze y publicado en Revisio Generum Plantarum 2: 726. 1891.
Etimología
Allogoptera: nombre genérico que proviene de las antiguas palabras griegas: αλλαγή (allage) = "cambio de sentido", y πτερόν (pteron) que significa "ala", y se refiere al arremolinado patrón cambiante de las hojas. 
arenaria: epíteto que proviene del latín, de "arena" o crecer en sitios arenosos".
Sinonimia
- Allagoptera littorale (Mart.) Kuntze
- Allagoptera pumila Nees
- Cocos arenaria Gomes
- Diplothemium arenarium (Gomes) Vasc. & Franco
- Diplothemium littorale Mart.
- Diplothemium maritimum Mart.[3][4]